# Paul Hamblin
Paul Hamblin é um engenheiro de som britânico. Como reconhecimento, foi nomeado ao Oscar 2011 na categoria de Melhor Mixagem de Som por The King's Speech.